# Spelartrupper under världsmästerskapet i handboll för herrar 1990
Den här artikeln innehåller alla trupper till Världsmästerskapet i handboll för herrar 1990 som spelades i Tjeckoslovakien mellan 28 februari och 10 mars 1990.

## Världsmästarna -Sverige
- Förbundskapten:  Bengt Johansson

- Björn Jilsén
- Erik Hajas
- Johan Eklund
- Jonas Persson
- Magnus Andersson
- Magnus Cato
- Magnus Wislander
- Mats Fransson
- Mats Olsson
- Ola Lindgren
- Per Carlén
- Pierre Thorsson
- Staffan Olsson
- Sten Sjögren
- Tomas Svensson
- Axel Sjöblad

## Silver -Sovjetunionen
- Förbundskapten:  Anatolij Jevtusjenko

- Vjatjeslav Atavin
- Jurij Gavrilov
- Valerij Gopin
- Aleksandr Karsjakevitj
- Oleg Kiseljov
- Igor Kustov
- Andrej Lavrov
- Jurij Nesterov
- Konstantin Sjarovarov
- Georgij Sviridenko
- Igor Tjumak
- Aleksandr Tutjkin
- Andrej Tjumentsev
- Valerij Vasiljev
- Andriy Sjtjepkin
- Michail Jakimovitj

## Brons -Rumänien
- Förbundskapten:  Cornel Otelea

- Dumitru Berbece
- Alexandru Buligan
- Ianos Cicu
- Vasile Cocuz
- Marian Dumitru
- Cornel Durau
- Adrian Ghimes
- Robert Licu
- Ion Mocanu
- Costica Neagu
- Nicolae Popescu
- Rudi Prisacaru
- Maricel Voinea
- Cristian Zaharia

## Åttonde plats -Östtyskland
- Förbundskapten:  Klaus Langhoff

- Peter Hofmann
- Jens Kürbis
- Lutz Grosser
- Rüdiger Borchardt
- Frank-Michael Wahl
- Matthias Hahn
- Jean Baruth
- Stephan Hauck
- Jürgen Querengässer
- Heiko Bonath
- Mike Fuhrig
- Bernd Metzke
- Heiko Triepel
- Holger Winselmann
- Holger Schneider